# Altavilla Vicentina
Altavilla Vicentina (Altavìła in veneto) è un comune italiano di 11 831 abitanti della provincia di Vicenza in Veneto.

## Geografia fisica
Il comune sorge ai piedi dei Colli Berici e attorno alla "Rocca", l'antico castello posto sulla sommità del colle omonimo, Rocca o Roccaforte, di cui non sono rimasti che ruderi.

## Storia

### Età preistorica
Nel territorio di Altavilla Vicentina le testimonianze di età preistorica sono piuttosto scarse e non molto significative. Gli unici reperti ritrovati, sono due asce levigate in pietra dura, che presentano una lama molto affilata. La tipologia permette di attribuirle al Neolitico (II-III millennio a.C.).
Inoltre è stato ritrovato, in seguito a lavori di sterro, un insediamento stabile a nuclei di capanne intonacate, lungo terrazzamenti disposti sul declivio nord del colle della Rocca. Essi consistevano in reperti ceramici (tazze, piccoli vasi, scodellini troncoconici, olle e da una base di fornello), che hanno permesso di attribuirli a un momento più evoluto del Bronzo recente (XIV-XII secolo a.C.). Il sito, in seguito a periodiche ricognizioni di superficie, ha restituito un certo numero di oggetti relativi sia alle normali attività produttive sia a quelle domestiche. Furono recuperati anche numerosi reperti bronzei, fra cui una punta di pugnale, ed elementi in pietra come punte di frecce.
Altavilla quindi, nel periodo pre-romano, doveva appartenere al modulo paleoveneto di Vicenza che, se manifestò una certa autonomia locale, non fu neppure indenne dagli influssi culturali e tecnologici del mondo retico, come oramai è stato ampiamente assodato anche in sede scientifica.

### Età romana
Per la sua posizione così centrale, ideale per il controllo della pianura che collega Vicenza con Verona, è possibile immaginare l'esistenza di una fortezza residenziale o vigilante fin dai tempi della preistoria. Non sono però stati attuati scavi sistematici che potrebbero mettere alla luce reperti interessanti riguardanti quest'epoca antica. Inoltre si è scoperto che la rocca risale all'epoca romana e sono in programma scavi archeologici nella chiesa della rocca.
Nel 148 a.C. venne costruita dai Romani la Via Postumia, il cui tracciato coincide con la porzione della strada statale 11 Padana Superiore che attraversa tutta la lunghezza del territorio. Risalgono all'epoca romana, secondo lo studioso A. Morsoletto, la Via soprannominata "il Melaro" (il milium stradale) e "la Perara" (da petraia) per la cava di pietre usate per il selciato stradale. In occasione della costruzione della strada, i colonizzatori romani operarono una bonifica della zona pianeggiante attraverso una regolamentazione dei canali idrici. Questo favorì gli insediamenti della parte pianeggiante del territorio.
Anche la zona di Valmarana subì gli influssi della colonizzazione romana, tanto che il nome latino, Maranus, o indica l'antico proprietario, un certo Mario o figlio di Mario, forse un legionario romano compensato con questa terra, o deriva da maranus, palude, per indicare la zona paludosa. La pianura bonificata e lavorata, facilmente raggiungibile dalle orde barbariche frequentemente presenti sul territorio a partire dal IX secolo d.C., venne abbandonata dalla popolazione a vantaggio del colle che garantiva maggiore sicurezza. Quindi la residenza e la vita della comunità vennero a costituirsi sul colle, mentre durante il giorno la gente scendeva a lavorare le fertili terre della pianura.

### Età medioevale
Nell'incrocio tra via Morosini e la ferrovia, si trovava una località chiamata Stanghe; si presume che il nome abbia origini longobarde: pare, infatti, che in questa zona sorgesse un cimitero dove ora si trova la rottamazione delle auto. Le popolazioni barbariche avevano l'usanza di piantare sulla tomba un palo sormontato dall'immagine di un animale (uccello, anitra), rivolto verso il luogo della morte del defunto. Un'altra ipotesi di interpretazione del nome Stanghe trae origine dal fatto che a quell'epoca, per risolvere una lite, i contendenti si sfidavano a duello in una precisa zona periferica della città delimitata da stanghe.
Nel IX secolo la zona fu interessata dalle prime incursioni degli Ungari, i quali, percorrendo a cavallo le principali vie di comunicazione costruite dai Romani, attuarono razzie, stragi e distruzioni nelle fattorie e nei villaggi indifesi, saccheggiando anche chiese e monasteri. All'interno della Rocca fu edificata la fortezza vera e propria, in prossimità della quale c'era il pozzo per il rifornimento dell'acqua. L'obiettivo del lavoro di fortificazione fu quello di dare residenza e sicurezza alla gente che avrebbe potuto resistere in condizioni piuttosto agevoli anche agli assedi più duri.
In seguito a questi eventi, l'imperatore Ottone III emise un diploma con il quale concedeva al vescovo di Vicenza Gerolamo di costruire fortificazioni sul colle che domina a nord il paese. Risalente all'anno Mille, è il primo documento storico in cui compare il nome di Altavilla.
Il castello fu oggetto di attacchi e incursioni da parte di vari signori che ambivano a ottenere una posizione così vantaggiosa a ridosso di Vicenza. Nel 1194 il Vescovo riuscì a riconquistare il castello e a farlo spianare, visti i rischi che procurava.
Il periodo che va dal XIII secolo al XIV secolo vide la Rocca spopolarsi progressivamente. Nel 1250 è testimoniata la presenza nella Rocca di un castellano particolare, Giovanni da Apricena, un aristocratico pugliese, forse venuto in Veneto come comandante dell'esercito dell'imperatore Federico II. Alla morte di Giovanni gli succedette il figlio Roberto.
Nei tempi antichi solo pochi potevano professare un mestiere, la gran parte viveva del lavoro dei campi, o, come nel caso di Valmarana, del prodotto dei boschi. Le cronache raccontano che, vista l'abbondanza della materia prima e la richiesta che se ne faceva in città, "le genti di codesta villa con barche conducono la loro legna vendibile a Vicenza". Sicuramente a Valmarana intorno al 1250 esisteva un castello. La costruzione, situata sul dosso roccioso della collina, comprendeva anche qualche casupola. Probabilmente non era murato, perché le difese consistevano in strapiombi naturali.
Altra costruzione sicuramente risalente alla prima metà del Duecento è la chiesa di San Biagio. Una chiesa del tutto particolare, perché edificata e jus patronatus della famiglia Valmarana. In pratica, il parroco di San Biagio, denominato rettore, non veniva scelto dal vescovo, ma eletto dai Valmarana e poi confermato e investito dal Vescovo.
Alla fine del XIII secolo i Vescovi persero l'importanza per le investiture che furono affidate ai feudatari del luogo, si crearono così contese che videro Altavilla in lotta con i signori Trissino e i Da Velo. Successivamente le scorribande di Ezzelino III da Romano interessarono anche Tavernelle, quindi il territorio divenne dominio degli Scaligeri nel 1311, poi dei Visconti nel 1387 e infine della Repubblica di Venezia in seguito alla dedizione vicentina del 1404.

### Età moderna
Dal 1404 al 1797 fece parte della Serenissima. Molti aristocratici altavillesi si fecero costruire "palazzi di villeggiatura" dove potevano trascorrere le loro vacanze. Questo è il caso dei conti Chiericati, che alla fine del Cinquecento avevano vasti possedimenti ad Altavilla. Francesco Chiericati, fratello di Camillo fu ucciso nel 1581 forse dalla moglie Franceschina Monza. Bianca Chiericati, figlia di Francesco, che aveva lo jus nella chiesa parrocchiale antica di Altavilla (Sant'Urbano), sul muro esterno della parete fece apparire il suo stemma a bucranio entro corona di grosse perle. Il padre di Bianca, Francesco Chiericati, fu comandante di cinquecento fanti e nel 1509 combatté con Massimiliano I Imperatore che si era accampato con le sue truppe nella campagna fra Tavernelle e Creazzo, vincendolo.
Nel XVII secolo il territorio di Altavilla fu colpito dall'epidemia di peste che decimò la popolazione.
La legge Napoleonica che espropriava le terre appartenenti al Clero raggiunse anche Altavilla. La località San Tomà indicante un insediamento religioso fu soppressa dai decreti Napoleonici e pertanto i monaci di questa comunità furono ospitati nella proprietà di quella che era allora l'Opera di Carità e Assistenza.
Dopo il trattato di Campoformio, nel 1797, Altavilla passò sotto il dominio asburgico entrando a far parte del Regno Lombardo Veneto. In questo periodo il territorio fu interessato dal passaggio delle truppe austriache lungo la statale. Si dice che lungo la statale per Verona, nelle trattorie venissero sistemati dei tavolini dove gli oppositori dell'Impero si sedevano a mangiare cibi, dove comparivano immancabilmente il bianco, il rosso e il verde. I funzionari di polizia austriaci in borghese, che diffidavano dei frequentatori di quel posto, non riuscivano mai a sequestrarli. Appena entravano nelle trattorie, i commensali che insistevano nel fare i patrioti anche mangiando, con il cucchiaio scompaginavano l'armonia e il significato dei colori.
Nell'aprile 1848 Altavilla fornì 211 voti favorevoli, all'annessione al Regno Sabaudo. Il 9 giugno l'Armata austriaca del feldmaresciallo Radetzky passò per Altavilla, al comando del generale Von Culoz per accerchiare le truppe italiane a Monte Berico e svanì per il momento il sogno dell'indipendenza.
Il 31 luglio 1866, con l'annessione del Veneto al Regno d'Italia, il sovrintendente austriaco Ceschi Santa Croce e i suoi funzionari salivano sul treno per Vienna. Si racconta che tutti i rivoluzionari, finalmente venuti allo scoperto, abbandonati sui tavoli i risotti tricolori, si siano armati di zolle di terra e le abbiano lanciate con grande impeto contro la carrozza che trasportava gli austriaci.

### Età contemporanea
Durante la prima guerra mondiale, per Altavilla, e soprattutto per Tavernelle, continuarono a passare eserciti diretti al fronte e le locande diventarono luogo di ristoro. Sulla Rocca vennero costruite delle trincee e avviati i lavori di fortificazione, tanto da ridiventare una roccaforte, anche se per fortuna non fu utilizzata per combattimenti.
Nel periodo fra le due guerre Altavilla non fu interessata da episodi particolari.
Durante la seconda guerra mondiale furono ospiti delle fattorie molti sfollati di Vicenza: alcuni abitanti di Altavilla aderirono alla Resistenza nella "Brigata Argiuna" e nella "Brigata Segato" collegate alla "Divisione Vicenza", scontrandosi con i tedeschi.
Dal 9 settembre 1943, subito dopo l'annuncio dell'Armistizio, al 28 aprile 1945 le brigate partigiane attuarono nella zona vari atti di sabotaggio. Altavilla subì ben 39 incursioni aeree con bombardamenti che danneggiarono gran parte della vicina linea ferroviaria dove passavano le tristemente famose tradotte militari.
Nel secondo dopoguerra Altavilla ha visto un grande sviluppo economico, che nel corso degli anni le ha dato un aspetto urbanizzato come possiamo vedere oggi.

### Simboli
Il Comune di Altavilla rimase privo di uno stemma proprio fino al 1928. Si pensò all'inizio di unire gli stemmi delle famiglie che ebbero nel passato feudi e dominio nel comune cioè i conti Morosini di Venezia (d'oro, alla banda d'azzurro) e Valmarana di Vicenza (d'azzurro, alla banda di fusi accollati d'oro). Solo questi ultimi acconsentirono, perciò si pensò di adottare il loro stemma ma la legge vietava l'assunzione da parte dei comuni delle armi dei loro antichi signori feudali.
Con regio decreto del 13 maggio 1929 è stato quindi concesso lo stemma civico che riprende solo gli smalti dai blasoni delle due famiglie:
La stella è una figura usata frequentemente in araldica e rappresenta la guida sicura verso la meta materiale o spirituale, è dunque il simbolo di chi tiene a mete superiori.
Il gonfalone è un drappo di azzurro.

## Monumenti e luoghi d'interesse

### Villa Valmarana Morosini
La realizzazione di questa villa veneta fu opera dell'architetto Francesco Muttoni nel 1724 per volere del conte Benedetto Valmarana. La facciata di Villa Valmarana Morosini, che si ammira dall'autostrada è incompleta, mentre quella che si vede da via Marconi è la facciata posteriore. L'edificio è stato costruito su un fondo vecchio "domenicale".
Dagli atti catastali del 1550 figura che Prospero Valmarana acquisì una "casa in cantarana"; tale casa è da riconoscersi nella futura Villa Morosini. Per atti di ereditarietà, dal momento che la sorella Valmarana sposò un Morosini, la proprietà passò appunto alla famiglia Morosini. Quest'ultimo fece affrescare il proprio stemma per coprire l'iscrizione eseguita da Benedetto Valmarana sulla volta del salone.

## Società

### Evoluzione demografica
Abitanti censiti

### Etnie e minoranze straniere
Al 31 dicembre 2022 la popolazione straniera era di 884, pari al 7,36% della popolazione.

## Infrastrutture e trasporti

### Ferrovie
- Stazione di Altavilla-Tavernelle, sulla linea Milano - Venezia - in località Tavernelle

## Amministrazione

### Sindaci dal 1946
|                                                      | Ferrante Piccolo                              | Partito Socialista Italiano | 1946-1960        | 1946   |
| 1951                                                 | Ferrante Piccolo                              | Partito Socialista Italiano | 1946-1960        |        |
| 1956                                                 | Ferrante Piccolo                              | Partito Socialista Italiano | 1946-1960        |        |
|                                                      | Luigi Morsoletto                              | Democrazia Cristiana        | 1960-1964        | 1960   |
|                                                      | Luigino Galvanin                              | Democrazia Cristiana        | 1964-1987        | 1964   |
| 1970                                                 | Luigino Galvanin                              | Democrazia Cristiana        | 1964-1987        |        |
| 1975                                                 | Luigino Galvanin                              | Democrazia Cristiana        | 1964-1987        |        |
| 1980                                                 | Luigino Galvanin                              | Democrazia Cristiana        | 1964-1987        |        |
| 1985                                                 | Luigino Galvanin                              | Democrazia Cristiana        | 1964-1987        |        |
|                                                      | Ilario Meneguzzo                              | Democrazia Cristiana        | 1987-1990        | (1985) |
|                                                      | Gian Roberto Parisini                         | Partito Socialista Italiano | 1990-1992        | 1990   |
|                                                      | Giulio Bertinato                              | Partito Socialista Italiano | 1992-1995        | (1990) |
| Sindaci eletti direttamente dai cittadini (dal 1995) |                                               |                             |                  |        |
|                                                      | Giulio Bertinato                              | Centro-destra               | 1995-2004        | 1995   |
| 1999                                                 | Giulio Bertinato                              | Centro-destra               | 1995-2004        |        |
|                                                      | Sergio Porena (Commiss. prefettizio)          | -                           | 2004             | -      |
|                                                      | Giannira Petucco                              | Centro-destra               | 2004-2009        | 2004   |
|                                                      | Claudio Catagini                              | Centro-sinistra             | 2009-2019        | 2009   |
| 2014                                                 | Claudio Catagini                              | Centro-sinistra             | 2009-2019        |        |
|                                                      | Carlo Dalla Pozza                             | Centro-sinistra             | 2019-2024        | 2019   |
|                                                      | Maria Giulia Borriello (Commiss. prefettizio) | -                           | 2024             | -      |
|                                                      | Rossella Zatton                               | Centro-destra               | 2024 - in carica | 2024   |

### Variazioni
La denominazione del comune fino al 1867 era Altavilla.

### Gemellaggi
- Apricena

## Sport
La principale squadra di calcio della città è l'Unione La Rocca Altavilla, affiliata al L.R. Vicenza. Nella stagione 2024-2025 ha vinto il campionato di Eccellenza venendo promosso per la prima volta in Serie D.
Le principali società nel territorio sono l’Inglesina Volley e l'A.S.D. Pallacanestro Altavilla.